# East Ferris
East Ferris est un canton canadien situé dans la province de l'Ontario. Il est habité par une importante population franco-ontarienne.

## Géographie
Le canton de East Ferris est situé dans le district de Nipissing, à l'Est du lac Nipissing et au Sud de North Bay. Le canton est traversé par la rivière La Vase.
Le canton regroupe les villes de Corbeil et d'Astorville. La municipalité siège à Corbeil.

## Démographie
La population de East Ferris s'élève à 4 766 habitants.
Environ un tiers de ses habitants sont des Franco-Ontariens. Quatre écoles primaires accueillent les élèves, deux d'entre elles sont francophones. La bibliothèque municipale est située à Astorville et propose un choix d'ouvrages pour la jeunesse et pour adultes dans les deux langues officielles du Canada. 
| 2001  | 2006  | 2011  | 2016  |
| ----- | ----- | ----- | ----- |
| 4 291 | 4 200 | 4 766 | 4 862 |

## Liens externes

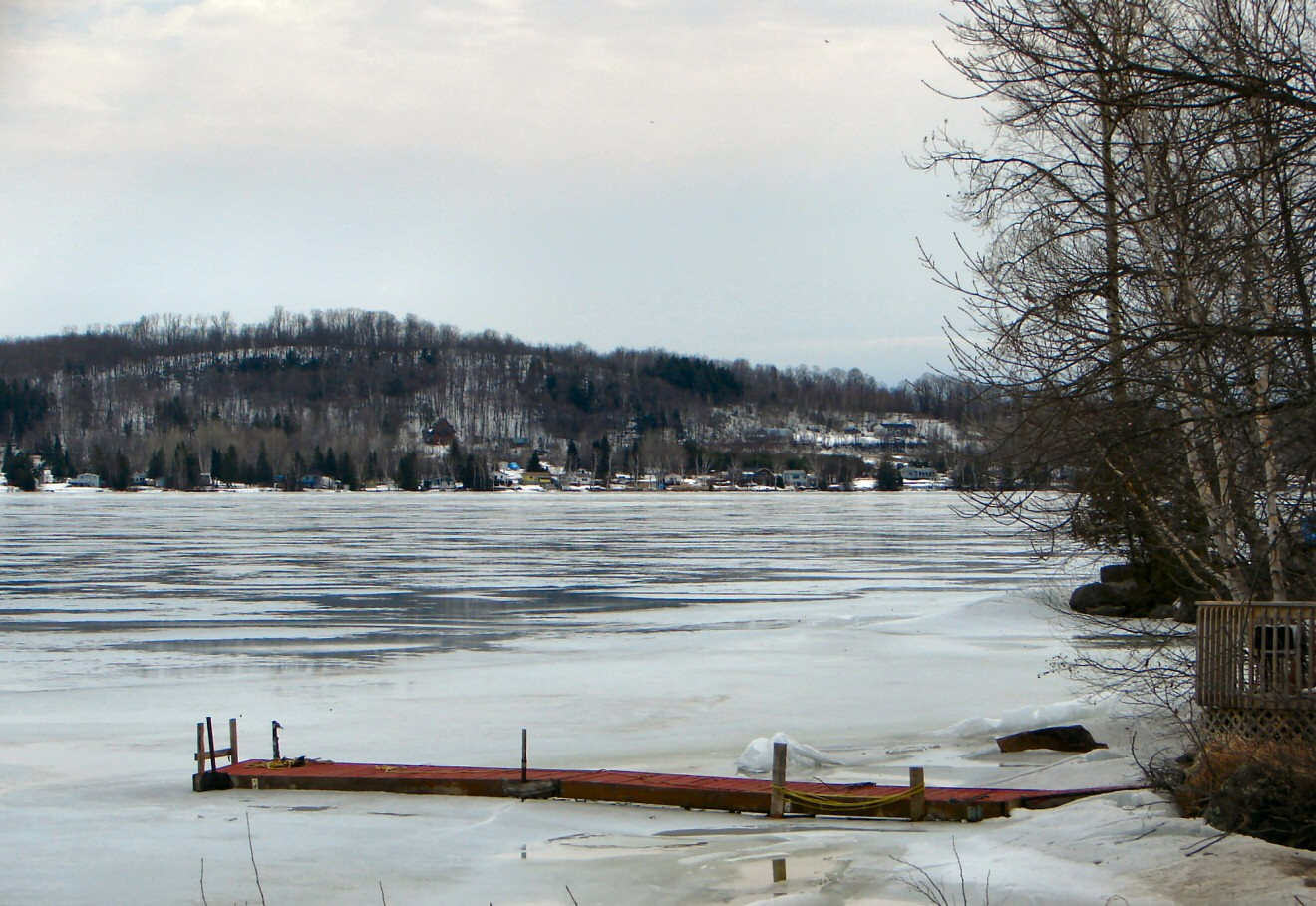
Le lac Nosbonsing à Astorville.